# Pecletovo číslo
Pecletovo číslo (Pe) je jedním z podobnostních čísel používaných při charakterizaci přenosu hmoty ve spojitém prostředí. Je pojmenováno po Francouzském fyzikovi Jean Claude Eugène Pécletovi. Je definováno jako poměr rychlosti advekce myšleného objemu a rychlostí difuze téhož objemu způsobeného gradientem dle dané situace. V oblasti přenosu hmoty je Pecletovo číslo dáno Reynoldsovým číslem a Schmidtovým číslem. V oblasti přenosu tepla je Pecletovo číslo ekvivalentní Reynoldsovu číslu a Prandtlovu číslu.
Pecletovo číslo je definováno jako:
{\displaystyle \mathrm {Pe} ={\dfrac {\mbox{rychlost advekce}}{\mbox{rychlost difuze}}}}
Pro přenos hmoty je definováno jako:
{\displaystyle \mathrm {Pe} _{L}={\frac {Lu}{D}}=\mathrm {Re} _{L}\,\mathrm {Sc} }
Pro přenos tepla je definováno jako:
{\displaystyle \mathrm {Pe} _{L}={\frac {Lu}{a}}=\mathrm {Re} _{L}\,\mathrm {Pr} .}
Kde L je charakteristickou délkou, u je místní rychlostí proudění, D je difuzní koeficient, a a teplotní vodivost tekutiny:
{\displaystyle a={\frac {\lambda }{\rho c_{p}}}}
kde {\displaystyle \lambda } je tepelná vodivost, ρ je hustota, a cp tepelná kapacita.
Při určování Pecletova čísla v praxi zjišťujeme, že je často velmi velké. To znamená, že závislost předchozích hodnot při postupném výpočtu ve směru proudění na nově vypočítaných hodnotách je velmi nízká, a proto se při výpočtech mohou využít jednodušší modely.
Proudění mívá často rozdílná Pecletova čísla pro přenos tepla a hmoty. Tím může dojít ke vzniku dvojitě difuzní konvekce. Tento proces je charakterizován dvěma rozdílnými gradienty teploty s rozdílnými rychlostmi difuze.
V oblasti přenosu hmoty je Pecletovo číslo také nazýváno Brennerovým číslem, značeného Br, jako pocta Howardu Brennerovi.